# Mitridates VI Eupàtor
Mitridates VI Eupàtor (grec antic: Μιθραδάτης Εὐπάτωρ), també anomenat Mitridates VI Dionisi i modernament com Mitridates el Gran, fou rei del Pont del 121 aC al 63 aC, fill i successor de Mitridates V Evèrgetes. Quan fou proclamat rei tenia 11 anys segons Estrabó La seva ànsia per ampliar els seus dominis el va fer entrar en disputa amb Roma. Es va enfrontar successivament als generals: Luci Valeri Flac, Gai Flavi Fímbria, Sul·la, Lucul·le, Luci Licini Murena, Marc Aureli Cota i Pompeu. Després de tota una vida guerrejant es va suïcidar en veure que havia perdut el suport d'un fill seu, rei dels escites. Mitridates va admirar l'organització i l'entrenament de l'exèrcit romà, el qual va imitar, però finalment no li va servir per als seus propòsits expansionistes.

## Ascens a poder
Els regents, autors de la mort del seu pare, van voler controlar el país però sembla que se'n va sortir eludint els intents de ser enverinat mitjançant antídots i va aconseguir finalment el poder. La seva afició preferida era la cacera. Es va criar a Sinope i va tenir una educació probablement del tipus grec. Es diu que dominava unes 25 llengües i que feia els tractats amb les tribus que li estaven sotmeses a cadascuna en el seu propi llenguatge o dialecte.
A la mort de la seva mare va aconseguir el poder que va assegurar amb l'assassinat del seu germà.

## Relació amb els territoris veïns
Els romans van recuperar Frígia que feia uns anys havia estat cedida al Pont i aquest regne abraçava llavors el Pont, Paflagònia (que era un regne vassall), part de Capadòcia i una petita part de Frígia. Volia sotmetre als veïns però el regne de Bitínia i el regne de Capadòcia gaudien de la protecció de Roma i es va dirigir a l'est, on vivien tribus bàrbares: els colquis i altres tribus caucàsiques o escites fins al riu Tànais.
El rei de l'Armènia Menor, Antípatre, li va cedir el seu regne. El rei Parisades V del Bòsfor i les ciutats gregues d'Òlbia i Quersonès es van sotmetre voluntàriament a la seva autoritat per rebre el seu ajut contra els sàrmates i roxolans.
La guerra contra aquests pobles fou encarregada per Mitridates als seus generals Diofant i Neoptòlem, que van tenir un èxit complet i van portar els exèrcits del Pont del riu Tànais al Tiras, van derrotar els roxolans i van establir el Quersonès Tàuric com a tributari del Pont. Una fortalesa coneguda com la Torre de Neoptòlem a la boca del Tiras fou segurament el límit oriental de les seves conquestes; amb els getes i altres tribus va tenir amistoses relacions. La seva influència arribava fins a la frontera de Tràcia i Macedònia. A la mort de Parisades V del Bòsfor (108 aC) l'escita Sàumac va intentar usurpar el tron, però fou derrotat per Mitridates, qui va annexionar el regne (va regnar com a Mitridates I del Bòsfor). En aquesta època el regne vassall de Paflagònia fou unit també al Pont bé per deposició o bé per extinció de la dinastia local (Mitridates al·legava que li havia deixat el darrer rei en testament); una part del regne fou cedida a Bitínia però de fet va romandre en mans de reis locals sota pressió dels romans, que protegien al príncep Astreodont.

## La qüestió d'Armènia
En aquests anys Mitridates va reforçar les seves aliances especialment amb Tigranes II d'Armènia al qui va donar a la seva filla Cleòpatra en matrimoni. També va fer aliança amb el Regne d'Ibèria del Caucas i amb els parts. Capadòcia fou objecte de la seva ambició i Ariarates VII va morir jove el 99 aC suposadament enverinat per un emissari de Mitridates VI Eupator de nom Gordi, i el va succeir el seu germà Ariarates VIII sota regència de la mare Laodice del Pont, germana de Mitridates, però aquesta es va posar sota protecció de Nicomedes III de Bitínia. El 97 aC Mitridates VI Eupator va entrar al país suposadament per ajudar al seu nebot contra Bitínia però en realitat amb intenció d'ocupar-lo. Ariarates VIII se'n va adonar aviat i li va declarar la guerra, però després d'unes setmanes de lluita ambdós reis es van reunir a una tenda per negociar la pau; en aquesta tenda Mitridates, ajudat pel seu fidel Gordi, va assassinar Ariarates VIII i amb ell es va extingir la línia de reis de Capadòcia originada en Datames. Mitridates va proclamar rei a un dels seus propis fills amb el nom d'Ariarates IX, sota la regència de Gordi. El 96 aC els nobles capadocis van escollir rei Ariobàrzanes I Filoromà, i van enviar una ambaixada a Roma per demanar un rei, doncs consideraven que només un rei podia assegurar l'estabilitat; mentre que Mitridates al·legava davant els romans que el seu fill era descendent per línia materna d'Ariarates VI.
El Senat romà va donar permís al poble de Capadòcia per governar-se en la forma que lliurement escollissin. Així fou reconegut Ariobarzanes I. Mitridates VI el va combatre i amb l'ajut del rei Tigranes II d'Armènia el va foragitar del país. Va tornar a proclamar rei al seu fill Ariarates IX (vers 94 aC), però el 92 aC Ariobarzanes I fou restaurat per Luci Corneli Sul·la. El 88 aC Mitridates va ocupar el país i va tornar a proclamar rei a Ariarates IX, però l'any següent va proclamar l'annexió de Capadòcia al Pont. A la mort de Nicomedes III de Bitínia (91 aC) el va succeir el seu fill gran Nicomedes IV però Mitridates va donar suport a la revolta del seu germà Sòcrates, qui va assolir el poder l'any 90 aC. El senat romà va aprovar un decret ordenant la restitució de Nicomedes IV i d'Ariobarzanes I i se li va encarregar la feina a Mani Aquil·li mentre el governador de la província d'Àsia, Luci Cassi, havia de donar-li suport. Mitridates va haver de permetre el restabliment de Nicomedes IV i d'Ariobarzanes I (89 aC). Sòcrates es va refugiar a la cort de Mitridates.

## Guerra contra Roma
Nicomedes IV amb el suport dels romans va envair el Pont (88 aC). Mitridates no va oferir resistència i Nicomedes va arribar fins Amastris. Va enviar a Pelòpides com ambaixador als romans per demanar explicacions; com que no se li van donar va esclatar la guerra (88 aC). El primer que va fer fou envair Capadòcia que va ocupar fàcilment i va quedar annexionada; els seus generals Neoptòlem i Arquelau van expulsar Nicomedes IV de Bitínia amb un exèrcit de 250.000 homes i 40.000 cavallers, després de derrotar-lo junt amb els seus aliats romans Aquil·li i Mancí a la vora del riu Amneius a Paflagònia; Sòcrates fou restaurat. Nicomedes va fugir del país cap a Pèrgam i Aquil·li fou perseguit per Neoptòlem i va haver de presentar batalla en situació desavantatjosa sent altre cop derrotat. Mitridates es va apoderar de Frígia i Galàcia i va envair la província romana d'Àsia on el descontentament general dels habitants per les exaccions dels governadors romans li van posar les coses fàcils i va dominar la província quasi sense oposició; Quint Oppi o Aquil·li, els principals caps romans, van caure en mans de Mitridates (tardor del 88 aC).
El senat romà va nomenar a finals d'any a Sul·la per dirigir la guerra. Mentre Mitridates acabava de sotmetre els territoris ocupats, i només la ciutat de Magnèsia del Sipilos i algunes ciutats de Lícia romanien lleials a Roma; entre les illes, Rodes i Cos van romandre al camp romà i Mitridates va decidir atacar-les. Cos fou ràpidament sotmesa, però els rodis tenien una flota poderosa i estaven disposats a resistir. Mitridates va agafar el comandament de la flota personalment i va intentar la conquesta de Rodes però va haver d'abandonar el setge; tot seguit va fer un atac a Patara de Lícia també sense èxit i finalment va deixar el comandament al seu general Pelòpides i va anar a passar l'hivern a Pèrgam.

## Retirada a Pèrgam
Allí va desplegar un gran luxe i es va casar amb Monima, una dona grega d'Estratonicea. Fou en aquest temps quan Mitridates va ordenar matar tots els residents romans a diferents ciutats d'Àsia en un mateix dia. Memnó i Valeri diuen que van morir unes vuitanta mil persones i Plutarc eleva la quantitat a cent cinquanta mil. Això creava una barrera per una futura reconciliació i Mitridates no va descuidar els preparatius per un futur enfrontament. Abans de l'arribada de Sul·la va aixecar tropes i va reunir vaixells. A la primavera del 87 aC va poder enviar el general Arquelau a Grècia amb un poderós exèrcit i flota.

## Continuació de la guerra
Durant les operacions a Grècia d'Arquelau el rei li va enviar contínuament reforços i va enviar un segon exèrcit sota el comandament del seu fill Arcàcies, amb ordres d'avançar per Tràcia i Macedònia, però aquest intent va quedar diluït per la mort d'Arcàties.
El 86 aC el general Tàxiles va seguir el mateix camí amb un exèrcit de 110.000 homes que es van poder ajuntar a les forces d'Arquelau, però els exèrcits del Pont foren derrotats per Sul·la a Queronea. Quan Mitridates va tenir notícia de la derrota va fer noves lleves i va poder enviar un altre exèrcit de 80.000 homes cap a Eubea, dirigit per Dorilau. Però la derrota va produir una forta desmoralització entre els seus aliats, i ciutats com Efes i Tral·les i l'illa de Quios, entre d'altres, van expulsar els governadors pòntics. Mitridates havia fet matar als tetrarques de Galàcia on havia establert com a governador al grec Èumac, però ara els gàlates es van revoltar i un dels principals caps, Deiòtar I va derrotar a Èumac i va entrar en contacte amb els romans. De fet, això va suposar la pèrdua de la regió per Mitridates.
D'altra banda mentre Sul·la era a Grècia, el partit popular que governava a Roma sota Luci Corneli Cinna, va enviar un exèrcit a Àsia dirigit per Luci Valeri Flac, que després fou suplantat per Gai Flavi Fímbria, qui el va assassinar. Fímbria va avançar cap a Bitínia (85 aC) i Mitridates va enviar contra ell un poderós exèrcit dirigit pel seu fill Mitridates el Jove, però aquest fou totalment derrotat per Fímbria que va prosseguir el seu avanç i va assetjar Pèrgam.
Mitridates, el rei, va fugir d'aquesta ciutat cap a Pitane on fou assetjat per Fímbria. Si aquest hagués obtingut la cooperació de Lucul·le, qüestor de Sul·la i comandant de la flota romana de la mar Egea, hauria capturat al rei i hauria posat fi a la guerra, però Lucul·le no va voler cooperar amb un general del partit popular i el rei va poder escapar cap a Mitilene. Allà va rebre notícia de la destrucció dels seus exèrcits a Grècia, prop d'Orcomen, i aquest desastre i els progressos a Àsia de Fímbria el van impulsar a demanar la pau mentre els romans encara restessin dividits. Va encarregar les negociacions al general Arquelau, que era a Eubea, i es va signar un tractat preliminar pendent de l'aprovació reial; però el rei va refusar rendir la flota (un dels pactes) i Sul·la es va preparar per renovar les hostilitats.

## Negociacions de pau
A la primavera del 84 aC Sul·la va creuar l'Hel·lespont però Arquelau va gestionar una entrevista personal entre el general romà i el rei del Pont a Dàrdan, a la Tròada, i allí finalment els termes de la pau foren definitivament establerts en l'anomenat tractat de Dardanos. Mitridates consentia abandonar les seves conquestes a Àsia, Ariobarzanes I era restablert a Capadòcia, Galàcia restaria sota influència romana, Bitínia tornava a Nicomedes IV i en general Mitridates conservaria només els territoris que tenia al començar la guerra i pagaria dos mil talents com a despeses de guerra; setanta vaixells de la flota del Pont totalment equipats s'havien de lliurar als romans. Això fou el final de la primera guerra mitridàtica. Sul·la va derrotar tot seguit a Fímbria, va restablir als reis de Capadòcia i Bitínia (Sòcrates es va refugiar altra vegada a territori del Pont on Mitridates va ordenar la seva execució), i va deixar encarregat a Luci Murena de l'administració d'Àsia, retornant a Roma, on un mesos després va derrotar políticament els populars i va assolir la dictadura.

## Mort del fill a la Còlquida
A partir d'aquell moment Mitridates va dirigir la seva atenció a les províncies més llunyanes: la Còlquida i el Bòsfor Cimmeri. Els colquis s'havien revoltat però es van sotmetre quan Mitridates els va donar un rei propi en la persona del seu propi fill Mitridates el Jove. Quan va sospitar que el seu fill es volia fer independent, el va cridar a la cort, el va empresonar i després el va fer matar, Després va encarregar el govern, amb àmplia autonomia, a diversos aristòcrates locals fidels, cadascun en un districte. El regne del Bòsfor estava també revoltat.

## Segon enfrontament amb Roma
Progressivament va reunir exèrcits i una flota per sotmetre les províncies rebels. Aquest preparatius van despertar l'alarma dels romans que van sospitar que anaven dirigides contra ells i amb aquest motiu i amb el pretext de què els pòntics encara no havien abandonat tota Capadòcia, Murena va envair el Pont (83 aC). Murena es va apoderar de Comana del Pont, va creuar l'Halis i va assolar la regió. Murena estava ara assessorat pel general Arquelau, que havia passat al servei dels romans després de sospitar que el rei el volia fer matar. Mitridates, que no estava preparat per reprendre la lluita, no va oferir resistència i va enviar a Roma ambaixadors per queixar-se; el 82 aC va arribar un llegat romà que tenia autoritat sobre Murena i el rei esperava que la lluita s'acabaria, però contràriament Murena va continuar els atacs; Mitridates va haver de respondre. L'exèrcit reunit per Mitridates va xocar contra els romans a la vora de l'Halis i els romans foren totalment derrotats. Murena es va retirar amb dificultat cap a Frígia deixant Capadòcia en mans de Mitridates que es va apoderar de part del país i l'haguera ocupat totalment si no hagués arribat el llegat Aule Gabini amb ordres de Sul·la a Murena d'aturar la guerra; Mitridates va consentir la retirada de Capadòcia i va acabar així la segona guerra mitridàtica.

## L'ocupació del Bòsfor
Mitridates va preparar llavors la submissió del Bòsfor, que després del 84 aC s'havia revoltat. El 81 aC el regne fou ocupat militarment i Macares, fill de Mitridates, fou establert com a rei. Després va fer una expedició contra una tribu guerrera de les muntanyes del Caucas anomenada pels romans achaeanus (potser els aghuans), però allí fou derrotat. Mitridates no va descuidar reforçar el seu exèrcit per una eventual nova guerra amb els romans, i dotar al seu exèrcit d'una ferma disciplina com l'exèrcit romà. Així va reclutar milers de bàrbars i els va entrenar a la manera romana, ajudat per antics militars del partit popular com Luci Magi i Luci Fanni, antics companys de Fímbria qui, en ser aquest derrotat per Sul·la s'havien refugiat amb el rei del Pont. Mitridates va enviar també (a instància de Magi i Fanni) una ambaixada a Hispània, on Sertori mantenia la lluita pels populars, i es va concretar una aliança. El rei va tractar d'obtenir una ratificació del senat romà a l'acord signat amb Sul·la però formalment aquesta ratificació mai es va produir.
A la mort de Sul·la el 78 aC Mitridates va descartar que la pau es pogués mantenir. Llavors va instigar a Tigranes II d'Armènia a envair Capadòcia; l'expedició de Tigranes va fer nombrosos captius que foren portats a poblar la nova capital armènia Tigranocerta. El 74 aC va morir el rei Nicomedes IV de Bitínia sense hereus i va deixar el regne a Roma. Mitridates va al·legar que la reina Nisa, l'esposa de Nicomedes IV, tenia un fill legítim, i en suport d'aquest fill va envair el país i va ocupar el regne annexionant la costa fins a Heraclea del Pont, deixant només sense ocupar la península de Calcedònia on van arribar milers de refugiats que fugien dels pòntics. Mitridates disposava d'un exèrcit de 120.000 unitats d'infanteria ben entrenats, de 16.000 cavallers i un centenar de carruatges escites. Tenia també milers d'auxiliars de les tribus dels calibis, aqueans, armenis, escites i sàrmates. La flota de Mitridates tornava a ser poderosa i dominava la mar. Quan els cònsols Cota i Lucul·le van estar preparats i Cota va poder presentar batalla a les portes de Calcedònia, fou greument derrotat per terra i mar i es va haver de tancar darrere les muralles de la ciutat.

## Enfrontament a Cota i Lucul·le
Mitridates inicialment el va assetjar però després va canviar d'idea i va marxar contra Cízic que va assetjar per terra i mar; els enginys de setge, dirigits per Nicònides, eren innovadors i hàbilment utilitzats. Però Lucul·le, que venia de Frígia en suport de Cota, va agafar una avantatjosa posició prop del camp de Mitridates i li va impedir rebre subministraments per terra quedant dependent dels subministraments per mar. Els atacs dels pòntics a la ciutat van fallar i quan la gana va afectar les tropes, el rei va haver d'abandonar el setge (73 aC); una part de l'exèrcit fou atacat i destruït per Lucul·le, i la resta es va retirar per la costa patint contínuament els atacs de Lucul·le i va tenir fortes baixes quan van creuar els rius Aesepus i Granicus.
El rei va marxar per mar a Pàrion, on va reunir noves forces; va deixar part de la seva flota sota el comandament de Vari per mantenir posicions a l'Hel·lespont i la mar Egea, i es va retirar amb la resta, en direcció a Perint, que va atacar sense èxit i després cap a Nicomèdia però fou tallat per l'exèrcit romà de Cota que havia rebut reforços de Lucul·le dirigits per Triari i Voconi Barba; aquests darrers havien ocupat Prusa i Nicea i estaven disposats a assetjar al mateix Mitridates a Nicomèdia. Mentrestant la flota de Vari fou derrotada a Tènedos, per seguretat va abandonar la zona i es va dirigir per mar al Pont; durant el viatge una violenta turmenta li va fer perdre uns quants vaixells i es va haver d'escapar en la galera lleugera d'un capità pirata. Va capturar per sorpresa la ciutat d'Heraclea del Pont, que s'havia declarat neutral, i que va haver d'acceptar guarnició pòntica. Després va retornar a Sinope.
Destruït el seu exèrcit ara no tenia mitjans per oposar-se a l'avanç dels romans de Lucul·le però va desplegar altre cop la seva energia inesgotable i va aixecar un altre exèrcit, però encara que va deixar la zona costanera oberta als romans, es va fer fort a l'interior, amb seu a Cabira on progressivament va anar rebent tropes de tots els districtes. Va demanar ajut al seu fill Macares del Bòsfor i al seu cunyat Tigranes II d'Armènia. Mentre Lucul·le va assetjar sense èxit Amisos i a la primavera del 72 aC va abandonar la zona per anar cap a l'interior i es va situar en posició oposada a Cabira. Com que Mitridates tenia millor cavalleria, Lucul·le va evitar la batalla a la plana i durant un temps es va lliurar una guerra estratègica entre les dues parts per tallar una a l'altra els subministraments. Finalment un fort destacament reial fou destruït i Mitridates va decidir abandonar el seu camp cap a una altra posició, però aquesta ordre fou interpretada com una derrota. El seu exèrcit, en pànic, es va dispersar i Lucul·le va poder fàcilment eliminar nombrosos grups separats.

## Fugida cap a Armènia
Mitridates es va poder escapar d'un tumult en el qual va estar a punt de caure en mans dels romans. Per dissuadir als seus perseguidors va tirar monedes o objectes valuosos al seu darrere que els romans es van entretenir a agafar. Mitridates va arribar sa i estalvi a Comana on va poder reunir 2.000 cavallers. Lucul·le el perseguia i Mitridates va enviar al seu fidel eunuc Bacquides a matar a les seves dones i germanes que havia deixat a Farnàcia, i ell mateix va fugir cap a Armènia (finals del 72 aC). Així va acabar la tercera guerra mitridàtica.
Tigranes va rebre a Mitridates amistosament però poc disposat a entrar en guerra contra Roma. Li va assignar residència i servidors però no el va voler rebre personalment. Api Claudi Pulcre fou enviat al rei armeni a demanar l'entrega de Mitridates, però la seva arrogància va molestar Tigranes, qui es va decidir a preparar la guerra. Després d'un any i vuit mesos sense veure al rei armeni, Mitridates fou portat a la seva presencia i els dos homes van preparar la lluita (69 aC). Mitridates va aconsellar evitar un enfrontament decisiu amb Lucul·le però Trigranes no el va escoltar i fou derrotat en la batalla de Tigranocerta. Aquesta derrota va fer veure a Tigranes que els consells de Mitridates eren bons i de fet l'estratègia de la guerra va passar a Mitridates. A l'hivern del 69 al 68 aC es va aixecar un nou exèrcit armeni, es va introduir la disciplina a la manera romana, i es va demanar el suport del rei dels parts.

## Retorn al Pont
El 68 aC Lucul·le va travessar el Taure i va entrar al cor d'Armènia on va derrotar Tigranes i Mitridates al sud d'Artàxata, però a mesura que avançaven va arribar a l'hivern i les condicions es van fer dures, els soldats romans van amenaçar amb el motí. El general romà es va haver de retirar a Mesopotàmia on va assetjar als aliats de Mitridates a Nísibis. Aquesta fortalesa va demostrar ser quasi impossible de conquerir. Mitridates mentrestant se'n va anar al Pont amb un exèrcit i fàcilment es va apoderar dels seus antics dominis defensats pel romà Fabi, lloctinent de Lucul·le. El poble, descontent de l'opressió dels romans, li va donar suport i milers de persones es van unir al rei en la lluita. Fins i tot els mercenaris tracis al servei de Fabi es van passar a Mitridates i aquest va derrotar Fabi i va quedar assetjat a Cabira. Triari, un altre general romà, va avançar en suport de Fabi amb un exèrcit de reserva i el rei es va retirar cap a Comana on va passar l'hivern (68 a 67 aC).
A la primavera del 67 aC es va reprendre la guerra i Triari va voler atacar a Mitridates abans de l'arribada de Lucul·le i fou completament derrotat. La destrucció de l'exèrcit romà hauria estat completa si el rei no hagués estat ferit en la persecució, que per aquesta causa es va aturar. Els romans van perdre set mil homes entre els quals nombrosos oficials; el seu campament fou capturat. L'arribada de Lucul·le des de Mesopotàmia va impedir a Mitridates seguir el seu avanç i es va retirar a l'Armènia Menor on es va establir a una fortalesa anomenada Talaura amb els seus tresors, esperant les forces de Tigranes. S'esperava que Lucul·le continuaria l'ofensiva, però l'actitud propera al motí entre les seves tropes ho va impedir. Així a l'arribada de Tigranes, els dos reis van poder ocupar fàcilment el Pont i Capadòcia sense oposició. Al final de l'any, Mitridates tornava a ser amo del seu antic regne.

## Enfrontament amb Pompeu
El 66 aC la guerra fou confiada pels romans a un general destacat: Gneu Pompeu. Aquest va prendre com a primera mesura assegurar l'amistat del rei Fraates III de Pàrtia, cosa que podia obligar Tigranes a haver de lluitar a la seva frontera oriental. En aquestes condiciones Mitridates va fer propostes de pau, però Pompeu no les va voler escoltar, excepte la rendició incondicional i l'entrega de tots el desertors romans. El rei del Pont no va acceptar. Disposava d'un exèrcit de trenta mil homes i dos mil cavallers amb el qual no es podia enfrontar als romans. Així que es va retirar cap a la frontera d'Armènia; però en tot el camí fou atacat pels romans pels passos que ja havien estat ocupats per forces romanes; la major part de l'exèrcit de Mitridates fou aniquilat. El mateix rei es va escapar només amb uns quants cavallers i la seva concubina Hipsicratea, podent arribar a la fortalesa fronterera de Sinòria on se li van anar unint les forces que havien estat dispersades. Però en aquest moment Tigranes II, que sospitava que Mitridates fomentava les intrigues del seu fill per enderrocar-lo va refusar acceptar-lo al seu regne. Mitridates va haver d'entrar a la Còlquida, d'on podria marxar a la llacuna Meòtida i al Regne del Bòsfor. Ja segur, va passar de Fasis cap a Dioscúrias, la ciutat grega més oriental, on va passar l'hivern (66 a 65 aC) dedicat a reclutar soldats i una petita flota.
Amb aquestes forces va poder creuar, per la força o per persuasió, a través dels territoris de les tribus bàrbares entre el Caucas i el Bòsfor Cimmeri, i va poder arribar a la ciutat de Fanagòria. Allà el seu fill Macares, que era el rei, havia fet submissió a Lucul·le, i ara, en arribar el seu pare, va fugir i poc després es va suïcidar. Mitridates es va establir com a rei a Panticapea, la capital del Bòsfor.
Mentrestant Pompeu estava ocupat lluitant contra Tigranes i per aquest costat Mitridates no tenia res a témer. Pompeu va derrotar Tigranes i va conquerir Síria. El 64 aC Mitridates va enviar ambaixadors a Pompeu demanant la pau que acceptaria en termes similars als concedits a Tigranes (possessió dels seus dominis hereditaris sota protectorat romà). Pompeu va exigir que el rei anés en persona a fer acte de submissió i Mitridates s'hi va negar. Mentre Pompeu establia la província del Pont (una part la va cedir a Deiòtar de Galàcia), Mitridates començava els preparatius per una altra guerra.

## La pausa del terratrèmol
Mitridates planejava avançar pel nord de l'Euxí a través del país dels sàrmates i els getes que estaven en bons termes amb Mitridates i ja havien estat contactats pels seus generals Diofant i Neoptòlem. Volia envair territori romà començant per Il·líria fins a la península Itàlica. Els seus projectes es van veure aturats per un violent terratrèmol que va destruir moltes ciutats i viles dels seus dominis, terratrèmol al que va seguir una malaltia del rei. Finalment al 63 aC estava preparat per la guerra amb 36000 homes i una bona flota.

## Mort de Mitridates
Fou en aquell moment quan una revenja privada va derivar en revolta a Fanagòria. Els fills de Mitridates, que dominaven la ciutadella, es van haver de rendir i la revolta es va traslladar a altres ciutats. Mitridates va renovar la seva aliança amb les tribus escites de la regió als quals va enviar alguna de les seves filles com a garantia sota la custòdia d'alguns eunucs; aquests van trair al seu rei i van entregar les filles del rei als romans. Una conspiració més important, dirigida per Farnaces, fill favorit i príncep hereu, fou descoberta i els seus principals organitzadors executats, però Mitridates va perdonar al seu fill; aquest immediatament es va revoltar i bona part de l'exèrcit se li va unir. Tenia també el suport popular a Panticapeum on els plans militars del rei es veien com un afer perillós. Farnaces fou proclamat rei (Farnaces I del Bòsfor, després també Farnaces II del Pont) mentre Mitridates es refugià a una torre. El seu fill li va enviar diversos missatges i el vell rei, que sabia que només podia esperar el captiveri o la mort, va escollir aquesta i es va enverinar, però com que havia acostumat el seu cos al verí, aquest no va fer efecte, i va ordenar a un dels seus mercenaris gals que el matés. El mercenari el va matar amb la seva pròpia espasa. El seu cos fou enviat per Farnaces a Pompeu a Amisos com a prova de submissió, i Pompeu el va enterrar amb els honors deguts al mausoleu dels seus ancestres a Sinope. Però segons una altra versió van ser els partidaris del seu fill qui el van matar.

## Descendència
Mitridates deia ser descendent de Cir II el Gran, Darios I el Gran de Pèrsia, Alexandre el Gran i Seleuc I Nicàtor, per aquest motiu el seu primer matrimoni va ser amb la seva germana Laodicea, per preservar la puresa de sang. Malgrat tot la va executar aviat igual com no li va importar fer-ho amb tots els que se li oposaven, fossin família o no.
Després va tenir altres dones i concubines de les quals se'n coneixen només algunes: Berenice, Monima (assassinades a Farnàcia per evitar que caiguessin en mans dels romans), Estratonicea, i Hipsicratea. Entre els fills Arcàcies (mort a Grècia); Mitridates el Jove (rei de Còlquida, executat per ordre del pare), Xifares (executat per orde del pare), Macares (Rei del Bòsfor que es va suïcidar abans de ser executat), Artafernes, Cir, Darios, Xerxes, Oxatres (els cinc van caure en mans de Pompeu) i Farnaces, el seu successor. De les filles es coneixen Cleòpatra (esposa de Tigranes II d'Armènia), Dripetina (assassinada per l'eunuc Menòfil), Cleòpatra Menor, Mitridatis, Nissa (les tres es van enverinar amb el seu pare el 63 aC), Orsabaris i Eupatra (presoneres de Pompeu).